# Kup Srbije 2023-2024
La Kup Srbije u fudbalu 2023-2024 (in cirillico Куп Србије у фудбалу 2023-2024, Coppa di Serbia di calcio 2023-2024), è stata la 18ª edizione della Kup Srbije, iniziata il 13 settembre 2023 e terminata il 21 maggio 2024.
La Stella Rossa, squadra campione in carica, ha vinto la competizione, superando in finale il Vojvodina.

## Calendario
| Turno                | Date                         | Numero di incontri | Squadre |
| -------------------- | ---------------------------- | ------------------ | ------- |
| Turno preliminare    | 13 settembre 2023            | 5                  | 37 → 32 |
| Sedicesimi di finale | 18 ottobre - 1 novembre 2023 | 16                 | 32 → 16 |
| Ottavi di finale     | 6 dicembre 2023              | 8                  | 16 → 8  |
| Quarti di finale     | 10 aprile 2024               | 4                  | 8 → 4   |
| Semifinali           | 24 aprile 2024               | 2                  | 4 → 2   |
| Finale               | 23 maggio 2024               | 1                  | 2 → 1   |

## Turno preliminare
Nel turno preliminare si giocano 5 gare ad eliminazione diretta, con calci di rigore in caso di parità al termine dei 90 minuti regolamentari.
| Squadra 1         | Risultato | Squadra 2    |
| ----------------- | --------- | ------------ |
| 13 settembre 2023 |           |              |
| Meševo            | 0 – 2     | Smederevo    |
| Zlatibor Čajetina | 0 – 1     | Metalac      |
| Trajal Kruševac   | 3 – 0     | Gracko       |
| BASK Belgrado     | 2 – 0     | Loznica      |
| Dinamo Pančevo    | 2 – 0     | Rad Belgrado |

## Sedicesimi di finale
Il sorteggio per i sedicesimi di finale si è tenuto l'11 ottobre 2023.
| Squadra 1             | Risultato       | Squadra 2           |
| --------------------- | --------------- | ------------------- |
| 18 ottobre 2023       |                 |                     |
| Smederevo             | 1 – 1 (4-3 dtr) | TSC Bačka Topola    |
| Trajal Kruševac       | 0 – 6           | Stella Rossa        |
| 1 novembre 2023       |                 |                     |
| Dinamo Pančevo        | 0 – 5           | Voždovac            |
| BASK Belgrado         | 2 – 4           | Radnički Kragujevac |
| Jedinstvo Ub          | 0 – 1           | Partizan            |
| Radnički S. Mitrovica | 2 – 0           | Radnik Surdulica    |
| Grafičar Belgrado     | 2 – 0           | Spartak Subotica    |
| Inđija                | 4 – 1           | Kolubara            |
| Vršac                 | 3 – 1           | Mladost Lučani      |
| Radnički Belgrado     | 0 – 0 (3-4 dtr) | Čukarički           |
| Sloboda Užice         | 0 – 0 (4-5 dtr) | Napredak Kruševac   |
| IMT Belgrado          | 1 – 1 (2-4 dtr) | Javor Ivanjica      |
| Železničar Pančevo    | 0 – 1           | Novi Pazar          |
| Mačva Šabac           | 0 – 1           | Mladost GAT         |
| Metalac               | 0 – 3           | Radnički Niš        |
| Novi Sad              | 0 – 2           | Vojvodina           |

## Ottavi di finale
Il sorteggio per gli ottavi di finale si è tenuto il 7 novembre 2023.
| Squadra 1           | Risultato       | Squadra 2             |
| ------------------- | --------------- | --------------------- |
| 5 dicembre 2023     |                 |                       |
| Inđija              | 2 – 3           | Novi Pazar            |
| 6 dicembre 2023     |                 |                       |
| Vršac               | 1 – 0           | Napredak Kruševac     |
| Radnički Kragujevac | 5 – 0           | Smederevo             |
| Čukarički           | 4 – 1           | Javor Ivanjica        |
| Voždovac            | 6 – 3           | Radnički S. Mitrovica |
| Mladost GAT         | 0 – 3           | Vojvodina             |
| Stella Rossa        | 5 – 0           | Radnički Niš          |
| 7 dicembre 2023     |                 |                       |
| Partizan            | 1 – 1 (5-4 dtr) | Grafičar Belgrado     |

## Quarti di finale
Il sorteggio per i quarti di finale si è tenuto il 25 dicembre 2023.
| Squadra 1           | Risultato       | Squadra 2  |
| ------------------- | --------------- | ---------- |
| 10 aprile 2024      |                 |            |
| Čukarički           | 1 – 1 (3-4 dtr) | Vojvodina  |
| Stella Rossa        | 3 – 0           | Vršac      |
| Partizan            | 1 – 1 (4-3 dtr) | Voždovac   |
| 11 aprile 2024      |                 |            |
| Radnički Kragujevac | 3 – 1           | Novi Pazar |

## Semifinali
Il sorteggio per le semifinali si è tenuto il 16 aprile 2023.
| Squadra 1           | Risultato | Squadra 2 |
| ------------------- | --------- | --------- |
| 24 aprile 2024      |           |           |
| Radnički Kragujevac | 0 – 1     | Vojvodina |
| Stella Rossa        | 2 – 0     | Partizan  |

## Finale
| Squadra 1      | Risultato | Squadra 2 |
| -------------- | --------- | --------- |
| 21 maggio 2024 |           |           |
| Stella Rossa   | 2 – 1     | Vojvodina |